# Colectivo Teatral Mamut
Colectivo Teatral Mamut es una compañía de teatro chilena creada en el año 2004 por Mónica Moya y Sergio Domínguez que se especializa en el arte de la improvisación. A los fundadores se les unirían Nicolas Belmar, Juanita Urrejola y Mario Escobar para la actuación y Francisco "Foco" Cerda para el acompañamiento musical. Se les considera como uno de los grupos precursores en la incursión del arte teatral de la improvisación en el país. Hoy en día, cuatro de sus integrantes participan en el exitoso programa Los improvisadores de la cadena Via X  el cual fue el primer show televisado en Chile que se aventuraba en el tema.

## Historia
El año 2004 se conocen en la Escuela Internacional del gesto y la imagen La Mancha cuatro de los fundadores del colectivo teatral, éstos son: Juanita Urrejola, Nicolás Belmar, Mónica Moya y Sergio Domínguez. El mismo año Domínguez (más conocido como Panqueque) es invitado a participar en una obra teatral en la cual, producto del poco tiempo de preparación, tuvo que improvisar gran parten de los diálogos. El éxito de la obra llevó a que junto a su pareja formaran un grupo teatral destinado a profundizar el arte escénico de improvisar. Es así como nace el Colectivo Teatral Mamut al cual sumaron a sus amigos Nico Y Juanita y al poco tiempo a Foco y Mario.
Desde entonces han investigado y explorado lo que es el ejercicio más complicado de la actuación. La apuesta que ofrecen supone una relación estrecha entre el público y la escena. Son los asistentes los que proponen las situaciones que se realizarán en las escenas y que los actores deben improvisar.
Tres años después de su fundación el Colectivo Mamut representó a Chile en el Cuarto Festival Internacional de Improvisación realizado en Buenos Aires.En cada match se enfrentaron dos naciones, que mediante consignas sugeridas por el público debieron cautivar a la platea con creatividad, inteligencia y trabajo en equipo .
Al año siguiente, nuevamente represantaron al país, pero esa vez en el Festival Internacional de improvisación (FIMEX) organizado en México.
El 2009 participaron en el Mundial de Improvisación realizado en Perú el cual fue organizado por el grupo teatral Patacláun y el grupo KETO.
Para comienzos del 2010 son llamados para realizar el primer programa de televisión netamente de Improvisación llamado: Los improvisadores. En él se desarrolla el arte del teatro deportivo creado por Keith Johnstone, el padre de la impro contemporánea.
El 8 de junio de 2010 Juanita decidió retirarse del programa Los Improvisadores y del Colectivo tras tener que viajar a México a estudiar y perfeccionarse en el área de la improvisación.
Hoy en 2012 el colectivo teatral mamut ofrece cursos de teatro improvisación nivel inicial y avanzado y además un taller de Claun Técnica de exploración de la personalidad, destacándose por su método de enseñanza y la calidad humana de sus actores.

## Obras de improvisación
- Efecto impro
- Improviscopio
- Teatro Gorilas
- ImproFestín
- Match
- Catch
- Súper Escena

## Integrantes
- Nicolás Belmar
- Mónica Moya
- Sergio Domínguez (actor)
- Juanita Urrejola (Juanita)
- Francisco Cerda (Foco) - Músico
- Mario Escobar